# Mogöl (Frödinge socken, Småland)
Mogöl är en sjö i Vimmerby kommun i Småland och ingår i Motala ströms huvudavrinningsområde.